# クソゲー戦記
『クソゲー戦記』は、渡辺電機(株)作のギャグ漫画。『月刊コミックコンプ』において1991年3月号から1992年7月号まで掲載され、単行本は2種が発売されている。

## あらすじ
史上最強との誉れ高きクソゲー、「ドラゴンサーガ」。そのあんまりなクソゲー性故にクリアした者は誰一人いないと言う。そんな世界に召喚されたミチロウを待ち受ける運命や如何に…。

## 主な登場人物
ミチロウ
主人公。14歳の普通のどこにでもいる平凡なRPGおたく中学生「だった」。ある日いじめられていたクソゲーを助け、お礼にそのクソゲーの中の世界に召喚される。元の世界に戻る方法は一つ、自ら勇者となってこのクソゲーをクリアするしかない…。かくしてミチロウの受難の日々は始まった。中盤、カルノフに弟子入りするも勇者に似つかわしくないと脱却。名称の由来はスターリンの遠藤ミチロウから。
ローリィ
隣の国の王子様。女王様の託けにより最初の仲間になるが、一筋縄ではいかない性格であった。敵に食われても敵の体に乗り移って再生が可能。属性は水軍。名称の由来はすかんちのローリー寺西から。
フループ
女魔術師。レベル1の為、使える魔法は無い。しかし、このゲームは仲間キャラのレベルが上がらない為、結局は永久に魔法を使うことは出来ない。大飯喰らい。天然ボケだが、行動は大胆。名称の由来は昔のダサいプログレバンドの名前（作者曰く）、FRUUPPから。
クリスティーナ
ハルモニア城に居を構える女王。ミチロウ相手に「しんでしまうとはなにごとか」等のハッパをかける。ゲーム開始時にいきなり最強の剣を渡そうとするなど、いかにもクソゲーのキャラらしい行動を取る事もある。平和なのか暇らしく、よく大臣らと遊んでいる。「お前死刑な」が口癖。
アンジェ
ハルモニア公国の王女。シードマに囚われていたが、勇者の到着があまりにも遅いのでシェイプアップしていたらミチロウ達を超える強さを手に入れてしまった。
ジョブライアス
魔王。このゲームのラスボス的存在である。姿はまだ公開できない…はずが、公開できないまま漫画は終了してしまった。
シードマ
ジョブライアスの手下の魔導士。勇者を待ちくたびれたあまりにメガドライブに手を出したのが運の尽き、人類滅亡の野望などすっかり忘れ去ってゲームに熱中する毎日であった…が、アンジェを奪回された罰としてコミックコンプの編集者にされてしまう。
柿男
シードマの部下。損な役回りが多い。名前と外見の通り、美味らしい。このキャラ自体の歴史は古く、1982年の大学内サークル会誌にまで遡る事が出来る。

## 刊行物
- 『クソゲー戦記 ドラゴンサーガ』〈コンプコミックスDX〉1992年10月12日初版発行
- 『クソゲー戦記 愛とクソゲーの旅立ち』〈アスキーコミックス〉1994年1月22日初版発行
  - 「秋葉原電機曲芸団」「外伝 ゆきゆきてクソゲー」「幻の第1話」を追録。